# Montecito (processore)
Lo step evolutivo più atteso per i processori Itanium 2 MP per i sistemi server multiprocessore IA-64 prodotti da Intel è stato sicuramente Montecito in quanto si tratta della prima CPU Itanium 2 dual core.

## Un processore lungamente annunciato
Doveva arrivare sul mercato verso la fine del 2005 dopo altri vari rinvii dovuti anche al cambio di architettura in corso di sviluppo, con diffusione in volumi nel primo trimestre del 2006. Invece il 25 ottobre 2005 Intel ha annunciato che Montecito non sarebbe arrivato prima della seconda metà del 2006 quindi quasi un altro anno di ritardo, a causa di alcune questioni, al tempo non meglio precisate, riguardo alla qualità della produzione. Questi problemi hanno influenzato anche alcune caratteristiche intrinseche del progetto che si è rivelato infine più conservativo di quanto originariamente annunciato.

## Caratteristiche tecniche

### Il cambio di architettura in corso d'opera
Inizialmente era previsto che Montecito fosse single core, poi dopo i vari problemi incontrati da Intel con il brusco stop alla "corsa ai GHz" iniziata con il Pentium 4, i progettisti hanno deciso di anticipare il rilascio, in tutti i settori di mercato, di processori dual core. Si tratta di una soluzione che, soprattutto in ambito server, permette di aumentare radicalmente la potenza elaborativa senza aumentare il clock e quindi senza dover ricercare soluzioni architetturali e componenti sempre più sofisticati per reggere tali frequenze. Senza contare che il calcolo parallelo, da anni presente nel settore server per mezzo dei sistemi multiprocessore, è sicuramente il metodo più efficiente, e più efficace, per aumentare le prestazioni dei sistemi.
A conferma di quanto detto, basti pensare che utilizzando il tool LINPACK per l'analisi della potenza di elaborazione in virgola mobile (floating point), un sistema a 4 processori Itanium 2 Montecito, ciascuno dei quali quindi, con architettura dual core, per un totale di 8 core fisici e 16 core logici sfruttando la tecnologia Hyper-Threading, è stato capace di far registrare un valore di 45 GigaFLOPS, quindi 45 miliardi di operazioni in virgola mobile eseguite al secondo. Per confronto, nel 2002 un sistema a processori Itanium 2 arrivava a 11,43 GigaFLOPS e un anno più tardi Intel arrivò a 22,7 GigaFLOPS.
Il parallelismo permetterà agli sviluppatori di chip un incremento di velocità fino a 10 volte tra il 2006 e il 2008. Sempre secondo Intel, Montecito apporta un 60% in più di performance rispetto ai precedenti sistemi a quattro vie; le piattaforme utilizzanti Montecito dovrebbero portare il doppio delle prestazioni, fino a tre volte la banda passante del sistema e ad oltre due e mezzo la cache implementabile on-die rispetto alla generazione corrente di processori Itanium. Ci si attende inoltre il 20% in meno nelle specifiche di alimentazione grazie alle nuove tecnologie per il risparmio dei consumi.

### Processo produttivo
Il bus, che doveva arrivare a 667 MHz, come nell'ultima evoluzione del core Madison-9M, suo predecessore nella linea degli Itanium 2 MP, è invece limitato, almeno inizialmente, a 533 MHz, per gli stessi motivi che hanno portato all'ultimo posticipo dell'uscita sul mercato.
Il processo costruttivo è invece quello annunciato subito ovvero, per la prima volta in questa linea di processori, a 90 nm e di tipo a Die Monolitico. Il chipset è l'i8870, conosciuto anche come Bayshore che fornisce supporto alle memorie DDR2, PCI Express, e BUS a 667 MHz per eventuali versioni future di Montecito in grado, forse, di reggere tali frequenze.
Il modello top di gamma avrà una cache L3 di ben 24 MB, una quantità enorme mai vista su un processore, che porta il "transistor count" a sfiorare i 2 miliardi; la cache L2, invece è pari a 1 MB per tutti i modelli.

### Tecnologie implementate
Per la prima volta all'interno della gamma Itanium 2 è stata implementata anche una tecnologia di virtualizzazione; si tratta della tecnologia Silvervale (la versione server di Vanderpool) che consiste nella capacità di un sistema di eseguire contemporaneamente differenti sistemi operativi. È stata introdotta anche una tecnologia, di nome Pellston, pensata per la correzione degli errori nella cache. Tutte caratteristiche che Montecito condividerà con il suo successore Montvale.
La tecnologia Foxton invece, che consente alle CPU Itanium 2 di aumentare dinamicamente la propria frequenza di lavoro del processore di 200 MHz qualora il "thermal envelope", cioè l'abbinamento tra watt dissipati e temperatura di funzionamento del processore, sia ancora all'interno dei limiti fissati di default da Intel, non è stata implementata nei primi Montecito, sebbene lungamente annunciata e "sbandierata" da parte di Intel. Probabilmente i problemi di resa produttiva, al momento, non consentono questo "overclock dinamico".
Altre tecnologie di risparmio energetico consentono anche di ridurre il clock in modo da portare il consumo medio di un processore Itanium 2 dai 130 W di quelli basati su core Madison, a circa 100 W per quelli basati su Montecito. Il 31 gennaio 2006 Intel ha dichiarato che Montecito risulta in termini di performance per watt, 2,5 volte più efficiente del predecessore Madison.

#### Emulazione IA-32 solo software
Il 23 gennaio 2006 Intel ha dichiarato l'intenzione di rimuovere le istruzioni hardware x86 IA-32 da tutti i futuri processori della linea IA-64, a partire proprio da Montecito. L'architettura IA-64 non è nativamente compatibile con quella IA-32 e quindi per poter eseguire software compilato per tale ambiente è necessaria una emulazione. Finora tale emulazione era svolta in hardware attraverso circuiti dedicati che però ovviamente costavano in fase di produzione, oltre a non essere scalabili con l'evoluzione delle prestazioni. Avendo rimosso il supporto hardware, nasce quindi un nuovo tipo di approccio al codice a 32 bit, che verrà eseguito sempre in emulazione, ma software.
Questo motore di emulazione viene chiamato da Intel IA-32 Execution Layer, e secondo il produttore può apportare solo benefici in termini di costo e prestazioni all'esecuzione IA-32. La verità ipotizzata dagli analisti, invece, riguarda il fatto che probabilmente l'emulazione hardware si trattava di una caratteristica che non ha riscosso successo tra i consumatori e che quindi conviene rimuovere per poter limitare, almeno in parte, gli alti costi di produzione dei processori Itanium 2.
Bisogna notare che il supporto all'IA-32 Execution Layer deve essere inserito nei sistemi operativi dedicati a Itanium 2, per poter essere utilizzato. Un esempio di tali sistemi operativi è Windows XP 64 bit Edition.

## I modelli originariamente annunciati
Montecito è anche il primo Itanium 2 ad adottare l'ormai famoso Processor number, già usato da Intel per tutti gli altri settori di processori da più di 2 anni. I modelli che erano previsti al lancio e annunciati da Intel ai primi di ottobre 2005 erano i seguenti:
- Itanium 2 MP 9040 - clock di 1,8 GHz, 18 MB di cache L3, BUS a 400 e 533 MHz
- Itanium 2 MP 9020 - clock di 1,4 GHz, 18 MB di cache L3, BUS a 400 e 533 MHz

Il modello 9018 sarebbe stato una versione a basso voltaggio:
- Itanium 2 MP 9018 - clock di 1,2 GHz, 12 MB di cache L3, BUS a 400 MHz, sarà LV (Low Voltage)

Mentre il modello 9010 invece, era stato annunciato come single core:
- Itanium 2 MP 9010 - clock di 1,6 GHz, 6 MB di cache L3, BUS a 400 e 533 MHz, Single core

Successivamente, probabilmente nel primo trimestre 2007, sarebbero dovuti arrivare i seguenti modelli:
- Itanium 2 MP 9055 - clock di 1,8 GHz, 24 MB di cache L3, BUS a 667 MHz
- Itanium 2 MP 9041 - clock di 1,8 GHz, 18 MB di cache L3, BUS a 667 MHz
- Itanium 2 MP 9031 - clock di 1,7 GHz, 8 MB di cache L3, BUS a 667 MHz
- Itanium 2 MP 9030 - clock di 1,7 GHz, 8 MB di cache L3, BUS a 533 MHz
- Itanium 2 MP 9021 - clock di 1,4 GHz, 18 MB di cache L3, BUS a 667 MHz

Anche il modello 9011, come il predecessore 9010 invece, avrebbe dovuto essere single core:
- Itanium 2 MP 9011 - clock di 1,6 GHz, 6 MB di cache L3, BUS a 667 MHz, single core

### I modelli attesi sul mercato
Dopo gli ultimi ritardi annunciati a ottobre 2005, era difficile prevedere quali dei modelli sopra citati avrebbero effettivamente raggiunto il mercato, e certamente le specifiche delle prime versioni di Montecito sarebbero dovute essere più conservative di quanto originariamente annunciato con la possibilità, forse, di implementare le caratteristiche previste in un secondo tempo qualora il processo produttivo e le piccole revisioni del core lo consentissero.
Gli ultimi aggiornamenti sui modelli attesi sul mercato, sono stati forniti da Intel il 3 aprile 2006 con presentazione al pubblico nel corso del secondo trimestre dell'anno, ed erano i seguenti:
- Itanium 2 MP 9050 - clock di 1,6 GHz, 24 MB di cache L3, BUS a 533 MHz
- Itanium 2 MP 9040 - clock di 1,6 GHz, 18 MB di cache L3, BUS a 533 MHz
- Itanium 2 MP 9030 - clock di 1,6 GHz, 12 MB di cache L3, BUS a 533 MHz
- Itanium 2 MP 9020 - clock di 1,4 GHz, 12 MB di cache L3, BUS a 533 MHz
- Itanium 2 MP 9010 - clock di 1,6 GHz, 6 MB di cache L3, BUS a 533 MHz (originariamente era previsto a 400 MHz), single core

Come si nota chiaramente, le ultime CPU annunciate presentano diverse differenze rispetto a quelle previste nel corso del 2005. Esse adottano tutte la stessa frequenza fatta eccezione per il modello 9020, con l'unica differenza architetturale rappresentata, tra i vari modelli, dal quantitativo di cache L3 integrato. Da notare inoltre come la frequenza massima è stata posta 1,6 GHz e non 1,8 GHz; questa è la conseguenza della esclusione della tecnologia Foxton da Montecito, almeno nei primi modelli.
Nell'ultimo aggiornamento Intel non ha parlato né della versione 9018 a basso voltaggio, né delle possibili evoluzioni future. Non è quindi chiaro se poi tali modelli arriveranno effettivamente sul mercato oppure no. Sembra invece che in un secondo tempo i modelli 9010, 9020 e 9040 passeranno al BUS a 667 MHz.

## Prezzi delle varie versioni di Montecito
A luglio 2006 i modelli annunciati il 3 aprile sono poi stati effettivamente presentati al pubblico. Di seguito i prezzi al lancio dei vari modelli a cui si aggiunge anche l'inedito modello 9015.
- Itanium 2 MP 9050 - 3690 $
- Itanium 2 MP 9040 - 1980 $
- Itanium 2 MP 9030 - 1550 $
- Itanium 2 MP 9020 - 910 $
- Itanium 2 MP 9010 - 746 $
- Itanium 2 MP 9010 - 696 $

## Progetti derivati
Dal design di Montecito verrà ricavato anche Millington, pensata per andare a sostituire Fanwood nei sistemi DP a 2 vie.

## Modelli arrivati sul mercato
La tabella seguente mostra i modelli di Itanium 2, basati su core Montecito, arrivati sul mercato. Molti di questi condividono caratteristiche comuni pur essendo basati su core diversi; per questo motivo, allo scopo di rendere maggiormente evidente tali affinità e "alleggerire" la visualizzazione alcune colonne mostrano un valore comune a più righe. Di seguito anche una legenda dei termini (alcuni abbreviati) usati per l'intestazione delle colonne:
- Nome Commerciale: si intende il nome con cui è stato immesso in commercio quel particolare esemplare.
- Data: si intende la data di immissione sul mercato di quel particolare esemplare.
- N. di core: si intende il numero di core montati sul package: 1 se "single core" o 2 se "dual core".
- Socket: lo zoccolo della scheda madre in cui viene inserito il processore. In questo caso il numero rappresenta oltre al nome anche il numero dei pin di contatto.
- Clock: la frequenza di funzionamento del processore.
- Molt.: sta per "Moltiplicatore" ovvero il fattore di moltiplicazione per il quale bisogna moltiplicare la frequenza di bus per ottenere la frequenza del processore.
- Pr.Prod.: sta per "Processo produttivo" e indica tipicamente la dimensione dei gate dei transistors (180 nm, 130 nm, 90 nm) e il numero di transistor integrati nel processore espresso in milioni.
- Voltag.: sta per "Voltaggio" e indica la tensione di alimentazione del processore.
- Watt: si intende il consumo massimo di quel particolare esemplare.
- Bus: frequenza del bus di sistema.
- Cache: dimensione delle cache di 1º e 2º livello.
- XD: sta per "XD-bit" e indica l'implementazione della tecnologia di sicurezza che evita l'esecuzione di codice malevolo sul computer.
- 64: sta per "EM64T" e indica l'implementazione della tecnologia a 64 bit di Intel.
- HT: sta per "Hyper-Threading" e indica l'implementazione della esclusiva tecnologia Intel che consente al sistema operativo di vedere 2 core logici.
- ST: sta per "SpeedStep Technology" ovvero la tecnologia di risparmio energetico sviluppata da Intel e inserita negli ultimi Pentium 4 Prescott serie 6xx per contenere il consumo massimo.
- VT: sta per "Vanderpool Technology", la tecnologia di virtualizzazione che rende possibile l'esecuzione simultanea di più sistemi operativi differenti contemporaneamente.

| Nome Commerciale  | Data        | Socket | N. di core | Clock    | Molt. | Pr.Prod. | Voltag. | Watt  | Bus     | Cache                        | XD | 64 | HT | ST | VT |
| ----------------- | ----------- | ------ | ---------- | -------- | ----- | -------- | ------- | ----- | ------- | ---------------------------- | -- | -- | -- | -- | -- |
| Itanium 2 MP 9010 | 18/lug/2006 | PAC611 | 1          | 1,6 GHz  | 12x   | 90 nm    | N.A.    | 75 W  | 533 MHz | L1=32KB L2=512KB L3=6MB      | Sì | No | No | No | Sì |
| Itanium 2 MP 9015 | 18/lug/2006 | PAC611 | 2          | 1,4 GHz  | 14x   | 90 nm    | N.A.    | 104 W | 400 MHz | L1=2x32KB L2=2x512KB L3=12MB | Sì | No | Sì | No | Sì |
| Itanium 2 MP 9020 | 18/lug/2006 | PAC611 | 2          | 1,42 GHz | N.A.  | 90 nm    | N.A.    | 104 W | 533 MHz | L1=2x32KB L2=2x512KB L3=12MB | Sì | No | Sì | No | Sì |
| Itanium 2 MP 9030 | 18/lug/2006 | PAC611 | 2          | 1,6 GHz  | 12x   | 90 nm    | N.A.    | 104 W | 533 MHz | L1=2x32KB L2=2x512KB L3=8MB  | Sì | No | Sì | No | Sì |
| Itanium 2 MP 9040 | 18/lug/2006 | PAC611 | 2          | 1,6 GHz  | 12x   | 90 nm    | N.A.    | 104 W | 533 MHz | L1=2x32KB L2=2x512KB L3=18MB | Sì | No | Sì | No | Sì |
| Itanium 2 MP 9050 | 18/lug/2006 | PAC611 | 2          | 1,6 GHz  | 12x   | 90 nm    | N.A.    | 104 W | 533 MHz | L1=2x32KB L2=2x512KB L3=24MB | Sì | No | Sì | No | Sì |

Nota: la tabella soprastante è un estratto di quella completa contenuta nella pagina dell'Itanium 2.

## Il successore
Il successore di Montecito sarà Montvale un'altra CPU dual core ma costruita a 65 nm. Le altre novità architetturali non sono ancora del tutto note ma si pensa che non dovrebbero differire in maniera radicale da quelle di Montecito.